# 三色豆

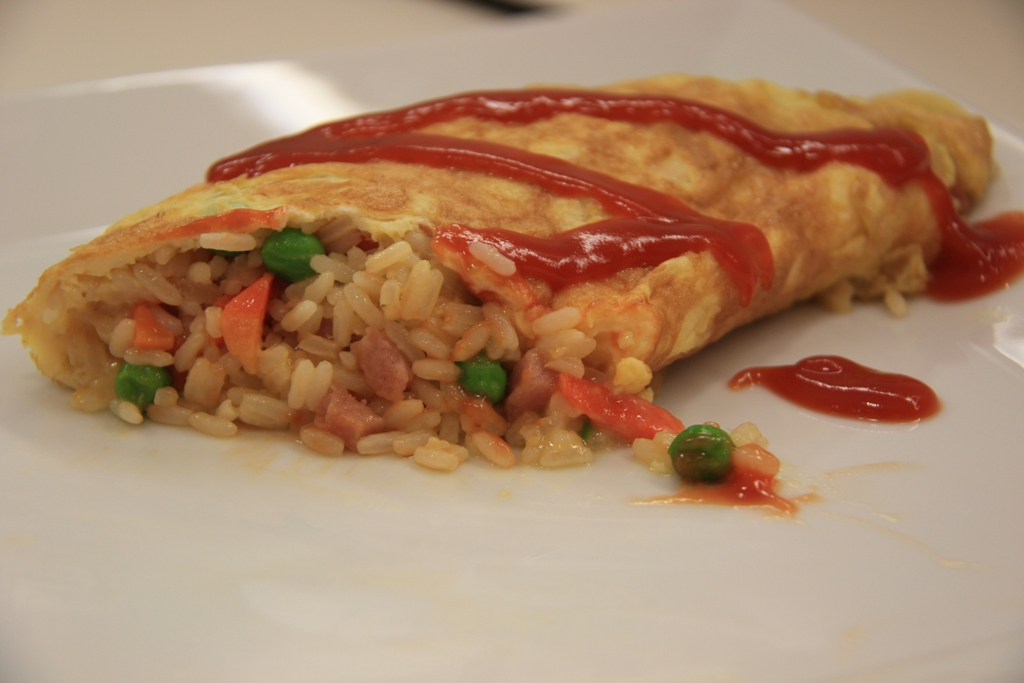
加了三色豆的蛋包饭

三色豆，又称美国杂菜、三色蔬菜、杂菜豆、混合（蔬）菜丁、冷冻（蔬）菜丁，是指由玉米粒（黃色）、胡蘿蔔丁（橘色）、豌豆仁（綠色）構成的蔬菜組合，常以冷凍蔬菜的形式出現，但也可以由罐頭或是新鮮蔬菜做成。該食品由克雷倫斯·伯宰在1930年研發，目的是在北歐等天候寒冷、蔬菜難以生長的地區，提供營養和衛生兼具的食物。由於此食品多以切丁形式販售，也有一定的便利性。三色豆是冷冻混合蔬菜最原始的款式，在其原发的美国已被种类更繁多的冷冻什锦替代，即使是最基本的款式也一般会加上豆角段调整口感。其在英語没有特别名称，只是会罗列三种蔬菜贩卖。在德語中稱為「墨西哥蔬菜」（mexikanische Gemüse）。
三色豆是常見的台灣便當配菜，也常作為台式牛排、炒飯的配料。台灣民眾對此食品的評價兩極，一方面因為口感、味道等因素，被許多人視為便當中的「廚餘」、會「毀掉世上所有美食」，民進黨立法委員蔡培慧也表示曾有學生向她陳情，希望學校營養午餐不要出現三色豆；另一方面，也有許多人喜愛三色豆，例如前中華民國總統蔡英文、西洋占星師唐綺陽、法國YouTuber酷、藝人許展榮。由於三色豆的顏色與立陶宛國旗的顏色相同，三色豆也被用於招待立陶宛國會外交委員會主席日吉曼塔斯·帕維利奧尼斯的台式牛排的配菜。
由於三色豆過於兩極的評價，某些便當店的三色豆會用顏色相似且較被大眾接受的不同材料進行替換，例如用火腿丁取代胡蘿蔔丁，用毛豆取代豌豆等。
有一些料理以三色豆為主要食材，例如三色豆濃湯沾麵、三色蝦仁。必勝客曾在愚人節時發佈正在研發三色豆口味披薩的訊息。藝人阿達曾以三色豆為主題，創作歌曲《三色豆》。